# Copa de la Superliga
Copa de la Superliga är en fotbollscup arrangerad av argentinska fotbollsförbundet, Asociación del Fútbol Argentino. Cupen består av lag från Primera División, cupen som spelas efter ligaspelet i högstaligan är avslutat.

## Format
Under sin första säsong var det 26 lag i Primera División 2018/2019, där de 6 bästa lagen gick direkt till åttondelsfinal, medan övriga 20 lag gick in i den första omgången. Den första turneringen vanns av Tigre som i finalen besegrade Boca Juniors med 2–0.
För 2020 års upplaga kommer de 24 lagen från Primera División 2019/2020 delas in två grupper (zoner) med vardera 12 lag. De två bästa lagen från vardera grupp går vidare till semifinal som spelas över en match, där gruppvinnarna spelar på hemmaplan mot grupptvåorna.
För första gången kommer poäng i Copa de la Superliga räknas in i nedflyttningstabellen i Primera División, om vilka lag som ska flyttas ner till Primera B Nacional.

## Turneringar
| Datum/säsong | Vinnare | Resultat | Finalist     | Arena/ort                             | Ref.  |
| ------------ | ------- | -------- | ------------ | ------------------------------------- | ----- |
| 2 juni 2019  | Tigre   | 2–0      | Boca Juniors | Estadio Mario Alberto Kempes, Córdoba | [ 2 ] |
| 2020         |         | –        |              |                                       |       |